# Dąbrówka (Sieradz)
Pour les articles homonymes, voir Dąbrówka.
Dąbrówka est une localité polonaise de la gmina et du powiat de Sieradz en voïvodie de Łódź.